# Myriam Rignol
Myriam Rignol, née le 12 juillet 1988, est une musicienne violiste française.

## Formation
Elle débute la viole de gambe au CRR de Perpignan, puis se forme au Conservatoire national supérieur de musique et de danse de Lyon, à la Hochschule für Musik de Cologne et au Conservatoire royal de Bruxelles. Ses professeurs principaux sont Christian Sala, Marianne Muller, Emmanuel Balssa, Rainer Zipperling, Wieland Kuijken, Jordi Savall et Philippe Pierlot,.

## Carrière

### Enseignement
Titulaire du CA de musique ancienne, elle a créé en 2011 la classe de viole de gambe du Conservatoire du Grand Besançon adossée à l’Ecole supérieure de Musique de Bourgogne Franche Comté . En septembre 2021, elle devient également professeur de viole de gambe au CNSMD de Lyon.
Elle enseigne occasionnellement sous la forme de master classes à la Juilliard School à New-York, à l'Université nationale Tsing Hua Campus Nan Da (en) à Taïwan ainsi qu'au Japon pour la fondation des Arts Florissants,.
Elle fait également partie de l’Instituto d’O Passo.

### Ensembles
Invitée régulièrement en soliste, en ensemble ou en orchestre dans de très nombreux pays d’Europe et d’Amérique, elle s’est aussi rendue au Sénégal, au Liban et au Japon,
Elle est fondatrice et co-directrice artistique de l’Ensemble Les Timbres depuis 2007 avec Yoko Kawakubo et Julien Wolfs,.
Continuiste, elle assure cette fonction pour les ensembles : A Nocte Temporis (direction Reinoud Van Mechelen), les Arts florissants (direction William Christie & Paul Agnew),.'
Elle collabore activement avec le Ricercar Consort, L'ensemble Pygmalion, l'Ensemble Correspondances, la Main Harmonique, I Gemelli et bien d'autres artistes : Marc Mauillon et Angélique Mauillon, Marie Van Rijn et Cyril Auvity, Thomas Dunford et Léa Desandre ,,,,,,,.
Membre du consort Musicall Humors avec Lucile Boulanger, Julien Leonard, Joshua Cheatham et Nicholas Milne,. Elle forme aussi un duo de violes avec Mathilde Vialle.
Ponctuellement elle participe aux productions de L’Achéron, du Capriccio Stravagante, d'Hesperion XXI, d'Arcangelo et du Poème Harmonique.

### Récompenses
- 2008 - 4e premio, prix du public et prix spécial du jury pour la meilleure interprétation de la basse continue au 10e Concours international de musique de chambre Premio Bonporti avec l'Ensemble les Timbres [24],[25].
- 2009 - 1er prix du Festival de musique ancienne de Bruges et prix de la meilleure création contemporaine sous l’acronyme YoJu-Mi KaWoRi avec l'Ensemble les Timbres[26],[27].
- 2010 - Premier prix au concours de Yamanashi Competition (Kôfu – Japon)[28].
- 2011 - 2ème prix et prix du public du Festival de musique ancienne de Bruges [29].
- 2011 - Deuxième prix Bach-Abel Wettbewerb (Köthen – Allemagne) [30].
- 2012 - prix Pro Musicis avec l'Ensemble les Timbres [31],[24] .
- 2013 - 3e prix et prix du public du Internationale Telemann Wettbewerb à Magdebourg avec l'Ensemble les Timbres[32].
- 2013 - Lauréate de la Bourse déclics jeunes de la Fondation de France – bourses Jacolin Dufresne, pour son projet « Enregistrement inédit de Rameau avec une viole de Tilman » [33],[34].

En 2023, elle est nommée Chevalière de l'Ordre des Arts et des Lettres.

## Discographie

### Solo
- 6 suites BWV 1007 à 1012 - Jean-Sébastien Bach, 2020 [36].

### Musique de chambre

#### avecLes Timbres
- La Gamme - Marin Marais, 2022, diapason d'or [37].
- Sonate à doi, violine & viola da gamba con cembalo opus I & 2 - Dietrich Buxtehude, 2020, diapason d'or [38],[39].
- Concerts Royaux - François Couperin, 2018, diapason d'or [40],[41].
- La Suave melodia avec Harmonia Lenis - Andrea Falconieri, Dario Castello, Giovanni Paolo Cima, Tarquinio Merula, Marco Uccellini, Giovanni Battista Buonamente, Giovanni Gabrieli, Giovanni Battista Riccio, Francesco Turini, Giovanni Martino Cesare, Agostino Guerrieri, 2015 [42]
- Pièces de Clavecin en concert, intégrale - Jean-Philippe Rameau, 2014 diapason d'or [43],[44].

#### avec d'autres ensembles
- Forqueray, intégrale des pièces de viole - avec Gabriel Rignol, Julien Wolfs, Lucile Boulanger et Mathilde Vialle, 2024.
- Corelli & Quentin flute sonatas - avec Anna Besson et Jean Rondeau, 2024[45].
- John Dowland : Lachrimae - avec Musicall Humors, 2023[46].
- Je m'abandonne à vous, airs sur des poésies de la Comtesse de la Suze avec Marc Mauillon et Angélique Mauillon, 2021[18].
- Le coucher du Roi, musiques pour la chambre de Louis XIV avec Thibaut Roussel et Les Musiciens du Roi, 2021[47].
- Quatre Suites de clavecin de François Dieupart avec Marie Van Rhijn, Héloïse Gaillard, Tami Trauman et Pierre Rinderknecht, 2020 [48].
- Barricades - avec Jean Rondeau, Thomas Dunford et Léa Dessandre, 2020 [49].
- A deux violes esgales, Sainte Colombe, Marin Marais - avec Mathilde Vialle et la participation de Thibaut Roussel et Julien Wolfs, 2020[50].
- Pathodia sacra et profana, Constantin Huygens - avec Marie Van Rijn et Cyril Auvity, 2020 [51].
- Monsieur de Sainte Colombe et ses filles - avec le Ricercar Consort, 2020 [52].
- The Dubhlinn Gardens, musiques irlandaises des 17ème et du 18ème siècle - avec A Nocte Temporis, 2019 [53].
- Leçons de Ténèbres, Michel Lambert - avec Marc Mauillon, Thibaut Roussel et Marouan Mankar-Bennis, 2018 [54].

- Inventions, Denis Dufour - avec l'ensemble Furians, 2018 [55].

- Resveries, pièces du livre V, Marin Marais - avec le Ricercar Consort, 2014 [56].

- Infernum in Paradise, consort songs & music - avec Musicall Humors, 2012 [57].

- L’Aura Mia Sacra, Cyprien de Rore - avec La Main Harmonique, 2013 [58].

### Continuo

#### avecles Arts Florissants
- N'espérez plus mes yeux, airs sérieux et à boire vol. 3, 2021[59].
- Les Arts Florissants, 40 ans 1979-2019, 2019[60],[61].
- L’Incoronazione di Poppea, Claudio Monteverdi, 2019 [62].
- Si vous vouliez un jour, airs sérieux et à boire vol. 2, 2019, diapason d'or [63].
- Bien que l’amour, airs sérieux et à boire vol. 1, 2016 [64].

#### avec A Nocte Temporis
- Cantates françaises, Clérambault, 2017 [65].

#### avec l'Ensemble Correspondances
- Leçons de Ténèbres, de Lalande, 2015 [66].
- Meslanges pour la chapelle d'un Prince, Etienne Moulinié, 2013 [67].
- Litanies de la Vierge, Marc-Antoine Charpentier, 2013 [68].
- L’Archange & le Lys, messe & motets, Antoine Boësset, 2011 [69].

### En orchestre

#### avec l'Ensemble Correspondances
- Les Plaisirs du Louvre, airs pour la chambre de Louis XIII, 2020 [70].
- Histoires sacrées, Marc-Antoine Charpentier, 2019 [71].
- Le ballet royal de la nuit, 2018 [72].
- La descente d’Orphée aux Enfers, Marc-Antoine Charpentier, 2017 [73].

#### avecA Nocte Temporis
- Orphée aux Enfers, Marc-Antoine Charpentier, 2020 [74].
- Dumesny, haute-contre de Lully, 2019 [75].

#### avec I Gemelli
- Orfeo, Claudio Monteverdi, 2020 [76].

#### avecPygmalion
- Enfers, récital, Stéphane Degout, 2018 [77].
- L’Orfeo, Luigi Rossi, 2017 [78].
- Stravaganza d’Amore, la naissance de l'opéra chez les Médicis, 2017 [79].
- Köthener Trauermusik BWV 244a, Jean-Sébastien Bach, 2014 [80].
- Dardanus, Jean-Philippe Rameau, 2013 [81].
- Missa 1733, Jean-Sébastien Bach, 2012 [82].
- Missae Breves BWV 233 & 236, Jean-Sébastien Bach, 2010 [83].
- Missae Breves BWV 234 & 235, Jean-Sébastien Bach, 2008 [84].

#### avecLe Poème Harmonique
- Phaéton, Jean-Baptiste Lully, 2018 [85].

#### avecIl Gardellino
- Schlage doch gewünschte Stunde, cantates de Bach, Telemann et Hoffmann, 2012 [86].